# Klementtjärnarna (Ströms socken, Jämtland, 713386-145650)
Klementtjärnarna är en sjö i Strömsunds kommun i Jämtland och ingår i Ångermanälvens huvudavrinningsområde.